# Pseudepipona sessilis
Pseudepipona sessilis är en stekelart som först beskrevs av Henri Saussure 1852.  Pseudepipona sessilis ingår i släktet Pseudepipona och familjen Eumenidae. Inga underarter finns listade i Catalogue of Life.